# 岡真里子
岡真里子（日语：／ Oka Mariko），日本女性動畫師、人物設計師。別名岡 真理子（日文讀音相同）。
以前隸屬於Studio LIVE。她也是《夢之蠟筆王國》的粉絲，在DVD套裝發售時，她也在官方網站發表了應援評論（插圖彩色紙）。
其人物設定的代表代有《銀河俠盜JING》、《地獄少女》系列等。她和渡邊浩都來自Studio LIVE，他們經常一起合作製作Studio DEEN的作品。這些作品大多由渡邊浩擔任導演，岡真里子負責人物設定。她經常作為片頭動畫的原畫參與該公司的製作。

## 參加作品

### 電視動畫
1990年
- 神通小精靈（—1992年，動畫）

1996年
- 名偵探柯南（1996年—，原畫）

1998年
- 超魔神英雄傳（原畫） ※岡真理子名義。

1999年
- 十兵衛 -心形眼罩的秘密-（原畫）
- 力石戰士（原畫）
- 魔術士歐菲 Revenge（—2000年，原畫） ※岡真理子名義。

2000年
- 奇異的破曉（日语：ストレンジドーン）（原畫）

2001年
- 光劍星傳EX（原畫、OP原畫）
- 人造人009 THE CYBORG SOLDIER（—2003年，原畫）
- 新白雪姬傳說（原畫、OP原畫）

2002年
- 銀河俠盜JING（人物設定、作畫監督、原畫、OP作畫監督）
- 炸彈小新娘（原畫） ※岡真理子名義。
- 尋找滿月（—2003年，OP原畫）
- 彩夢芭蕾（—2003年，OP原畫） ※岡真理子名義。

2003年
- 魔偵探洛基RAGNAROK（人物設定、作畫監督、OP作畫監督、ED作畫監督）
- 成惠的世界（ED原畫）
- GAD GUARD（原畫） ※岡真理子名義。
- 網球王子（第5期OP原畫）
- 闇與帽子與書的旅人（—2004年，原畫、OP原畫）

2004年
- 北方戀曲 ～Diamond Dust Drops～（ED原畫）
- 抓鬼天狗幫（人物設定、總作畫監督、作畫監督、OP作畫監督、原畫、ED分鏡&演出&作畫監督&原畫）

2005年
- 微笑的閃士（地上波版OP&ED原畫）
- 喜歡所以喜歡（OP原畫）
- 神樣中學生（原畫）
- MONSTER（原畫） ※岡真理子名義。
- 極樂天師（原畫）
- 地獄少女系列（—2017年）
  - 地獄少女（2005年，人物設定、作畫監督、原畫、OP作畫監督、ED分鏡&演出&作畫監督&原畫）
  - 地獄少女 二籠（2006年，人物設定、總作畫監督、作畫監督、OP作畫監督&原畫、ED分鏡&作畫監督）
  - 地獄少女 三鼎（2008年，人物設定、總作畫監督、OP作畫監督&原畫、ED分鏡&作畫監督&原畫）
  - 地獄少女 宵伽 （2017年，人物設定、總作畫監督、ED分鏡&作畫監督&原畫）
- 植木的法則（－2006年，OP原畫） ※岡真理子名義。

2006年
- 落語天女（OP原畫）
- Fate/stay night（原畫）
- 西方善魔女 Astraea Testament（原畫） ※岡真理子名義
- 變身公主（原畫）
- 無罪的維納斯（OP原畫） ※岡真理子名義。

2007年
- 光明之淚X風（OP原畫）
- 桃華月憚（OP原畫）
- CODE-E（OP原畫） ※岡真理子名義。
- 暮蟬悲鳴時解（OP原畫）
- 神靈狩/GHOST HOUND（—2008年，人物設定、總作畫監督）
- 黑騎士 ～甦醒的太陽～（原畫） ※岡真理子名義。
- 無敵偵探貴公子（—2008年，OP原畫）
- 棋靈少女（—2008年，OP原畫） ※岡真理子名義。

2008年
- 純情羅曼史（ED原畫）
- ×××HOLiC◆繼（原畫）
- 神薙（原畫） ※岡真理子名義。

2009年
- 海貓悲鳴時（OP原畫）
- 學生會的一存（原畫）
- 料理偶像（作畫監督）

2010年
- 無頭騎士異聞錄 DuRaRaRa!!（ED原畫）
- 空·之·音（原畫）
- 花丸幼稚園（原畫）
- 妖怪少爺系列（—2011年）
  - 妖怪少爺（2010年，人物設定、總作畫監督、OP作畫監督&原畫、ED作畫監督）
  - 妖怪少爺 ～千年魔京～（2011年，人物設定、總作畫監督、OP作畫監督&原畫、ED作畫監督&原畫）
- 少女妖怪 石榴（原畫）

2011年
- 丹特麗安的書架（原畫）

2012年
- 夏目友人帳 肆（OP原畫）
- 殭屍哪有那麼萌？（原畫、OP原畫）
- 緋色的碎片（道具作畫監督）
- 聖靈家族 -La storia della Arcana Famiglia- （OP原畫）
- 緋色的碎片 第二章（道具作畫監督）
- 鄰座的怪同學（OP原畫）
- HUNTER×HUNTER (2011年版)（ED3分鏡）

2013年
- 薔薇少女 (2013年版)（原畫）
- 眼鏡部！（總作畫監督、OP作畫監督）
- 魔鬼戀人（原畫）

2014年
- 一週的朋友。（ED原畫）

2016年
- 初戀怪獸（人物設定、總作畫監督、OP作畫監督、原畫）

2017年
- TSUKIPRO THE ANIMATION（人物設定）

2018年
- 佐賀偶像是傳奇（作畫監督）

2019年
- 多羅羅 (2019年版)（總作畫監督）
- 碧藍幻想 The Animation Season 2（總作畫監督）

2021年
- 進擊的巨人 The Final Season（作畫監督）

2024年
- 百千家的妖怪王子（人物設定[1]、總作畫監督、OP作畫監督、ED動畫師）

### 電影動畫
1992年
- 跑吧！美樂斯（動畫） ※岡真理子名義。

2005年
- 劇場版 網球王子：二人武士 The First Game（原畫）
- 劇場版 ×××HOLiC：仲夏夜之夢（原畫） ※岡真理子名義。
- 麵包超人：哈比的大冒險（日语：それいけ!アンパンマン ハピーの大冒険）（原畫）

2010年
- 銀幕意呆利 Axis Powers Paint it, White（塗成白色吧！）（原畫）
- 歡迎來到宇宙秀（原畫） ※岡真理子名義。

2011年
- 劇場版 網球王子：決戰英國網球城！（原畫）

2023年
- 劇場版 Collar×Malice -deep cover-（日语：Collar×Malice）（原畫）

2025年
- 劇場版 凡爾賽玫瑰（人物設定[2]）

### OVA
1990年
- 新空手道地獄變（日语：新カラテ地獄変）（動畫）

2000年
- AMON 惡魔人默示錄（動畫） ※岡真理子名義。

2004年
- 銀河俠盜JING in Seventh Heaven（人物設定、作畫監督、原畫）

2005年
- 和爸爸KISS IN THE DARK（人物設定、總作畫監督過場動畫、ED作畫監督）

2006年
- 瑪莉亞的凝望 3rd Season（原畫） ※岡真理子名義
- 網球王子（原畫） ※岡真理子名義。

2007年
- 鴉 -KARAS-（原畫） ※岡真理子名義。

### 網路動畫
- 義呆利 The Beautiful World（2013年，人物設定）

## 相關項目
- Studio LIVE（日语：スタジオ・ライブ）
- Studio DEEN
- 渡邊浩
- 日本動畫師列表（日语：アニメ関係者一覧）